# Kíria Malheiros
Kíria de Araújo Malheiros, (Teresópolis, 29 de julho de 2004) mais conhecida como Kíria Malheiros, é uma atriz e cantora brasileira.

## Biografia
Nasceu no município de Teresópolis no dia 29 de julho de 2004. Seu primeiro trabalho profissional na televisão, foi em 2012, na novela Salve Jorge como Raissa. Em 2013 entrou para o elenco da série Gaby Estrella. Teve mais destaque na novela Império (telenovela) como a rebelde Bruna, filha de Daniele (Maria Ribeiro) e seu pai de criação José Pedro (Caio Blat). Em 2015 participou da novela Verdades Secretas , em Malhação viveu a personagem Marina, filha mais velha de Bia (Juliana Knust) e Nilton (André Gonçalves), irmã de Max (Victor Figueiredo).
Em Agosto de 2021 foi anunciada como Priscila do filme Fazendo meu Filme (adaptação do livro de Paula Pimenta).

## Filmografia

### Televisão
| Ano     | Título                       | Personagem                        | Notas                   |
| ------- | ---------------------------- | --------------------------------- | ----------------------- |
| 2012–13 | Salve Jorge                  | Raíssa Alcântara Vieira           |                         |
| 2013–15 | Gaby Estrella                | Luli                              |                         |
| 2014–15 | Império                      | Bruna Medeiros Falcão             |                         |
| 2015    | Verdades Secretas            | Carolina Brito (Criança)          | Episódio: "14 de julho" |
| 2015–16 | Malhação: Seu Lugar no Mundo | Marina Pereira Chagas             |                         |
| 2016    | Super Chefinhos              | Participante (Vencedora)          | Temporada 2             |
| 2017    | Os Dias Eram Assim           | Esperança Sampaio                 |                         |
| 2021    | Gênesis                      | Zilpa                             |                         |
| 2022    | Reis                         | Eloá                              |                         |
| 2022    | Todas as Garotas em Mim      | Giane Nogueira (jovem)            |                         |
| 2023    | Elas por Elas                | Lara Furtado Lopes Pompeu (jovem) |                         |

### Cinema
| Ano  | Título                            | Personagem                    | Notas |
| ---- | --------------------------------- | ----------------------------- | ----- |
| 2012 | De Pernas pro Ar 2                | Alice Segretto                |       |
| 2013 | Flores Raras                      | Clara                         |       |
| 2019 | Cinderela Pop                     | Gisele Rocha                  |       |
| 2019 | Kardec                            | Justine Rivail                |       |
| 2021 | Confissões de uma Garota Excluída | Samantha Hygino               |       |
| 2023 | No Ritmo da Fé                    | Amanda Santos                 |       |
| 2024 | Fazendo Meu Filme                 | Priscila Vulcano Panogopoulos |       |

## Prêmios e indicações
| Ano  | Prêmio                            | Categoria          | Trabalho              | Resultado |
| ---- | --------------------------------- | ------------------ | --------------------- | --------- |
| 2013 | Prêmio Extra de Televisão de 2013 | Melhor atriz mirim | Raissa em Salve Jorge | Indicado  |
| 2013 | Prêmio Contigo! de TV de 2013     | Melhor atriz mirim | Raissa em Salve Jorge | Indicado  |